# バルバロッサ作戦
バルバロッサ作戦（ドイツ語: Unternehmen Barbarossa ウンターネーメン・バルバロッサ、英語: Operation Barbarossa）は、第二次世界大戦中の1941年6月22日に開始された、ナチス・ドイツとその同盟国の一部によるソビエト連邦への侵攻作戦のコードネームである。作戦名は、12世紀の神聖ローマ皇帝でドイツ国王でもあったフリードリヒ・バルバロッサ（赤髭王）にちなんで付けられた。
この作戦は、ソ連西部を征服してドイツ人を再増加させるというナチス・ドイツの思想的目標（国家戦略）を実行に移すものであった。ドイツ軍の東部総合計画（Generalplan Ost）は、征服した人々の一部を枢軸国の戦力として強制労働させ、コーカサスの石油資源とソ連領の様々な農業資源を獲得することを目指した。彼らの最終的な目標は、最終的にスラブ民族の絶滅、奴隷化、ゲルマン化、シベリアへの大量追放を含み、ドイツのためのより多くのレーベンスラウム（生存圏）を作り出すことであった。
侵攻までの2年間、ドイツとソ連は、戦略的な目的のために政治的、経済的な協定を締結した。ソ連によるベッサラビアと北ブコビナの占領後、ドイツ国防軍最高司令部は 1940年7月にソ連への侵攻を計画し始め（コードネームはオットー作戦）、アドルフ・ヒトラーは 同年12月18 日にこれを認可した。
作戦期間中、枢軸国の人員380万人以上は、戦史上最大の侵攻部隊として、2,900キロメートルの前線に沿ってソ連西部に侵攻し、60万台の自動車と60万頭以上の馬が非戦闘任務に従事した。この攻勢は、地理的にも、ソ連を含む連合国側の連合体形成においても、第二次世界大戦の大規模な拡大を示すものであった。
この作戦によって東部戦線が開かれ、歴史上のどの戦域よりも多くの戦力が投入された。この地域では、世界最大規模の戦闘、最も悲惨な残虐行為、（ソ連軍、枢軸軍を問わず）最も多くの死傷者が発生し、そのすべてが第二次世界大戦とその後の20世紀の歴史に影響を及ぼしたのである。
ドイツ軍は最終的に約500万人のソビエト赤軍の兵士を捕らえた。ナチスはドイツの食糧不足を解消し、飢餓によってスラブ系住民を絶滅させるための「飢餓計画」として、330万人のソ連人捕虜と膨大な数の民間人を意図的に餓死させたり殺害した。ナチスや協力者によって行われた大量銃殺やガス処刑は、ホロコーストの一環として100万人を超えるソ連のユダヤ人を殺した。
バルバロッサ作戦の失敗はナチス・ドイツの運命を逆転させた。作戦上、ドイツ軍は大きな勝利を収め、ソ連の最も重要な経済地域の一部（主にウクライナ）を占領し、大きな犠牲を出し、またそれを維持することができた。これらの初期の成功にもかかわらず、ドイツの攻撃は1941年末にモスクワの戦いで失速し、その後のソ連の冬の反攻はドイツ軍を約 250 km 後退させた。
ドイツ軍はポーランドのようにソ連の抵抗がすぐに崩壊すると確信していたが、赤軍はドイツ国防軍の強打を吸収し、ドイツ軍が準備不足だった消耗戦の中で泥沼化させた。ドイツ国防軍の戦力が低下し、東部戦線全体を攻撃することができなくなり、その後、1942年のブラウ作戦、1943年のシタデル作戦など、ソ連領内に深く入り込んで主導権を奪回する作戦は結局失敗し、ドイツ国防軍は後退・崩壊した。

## 概要

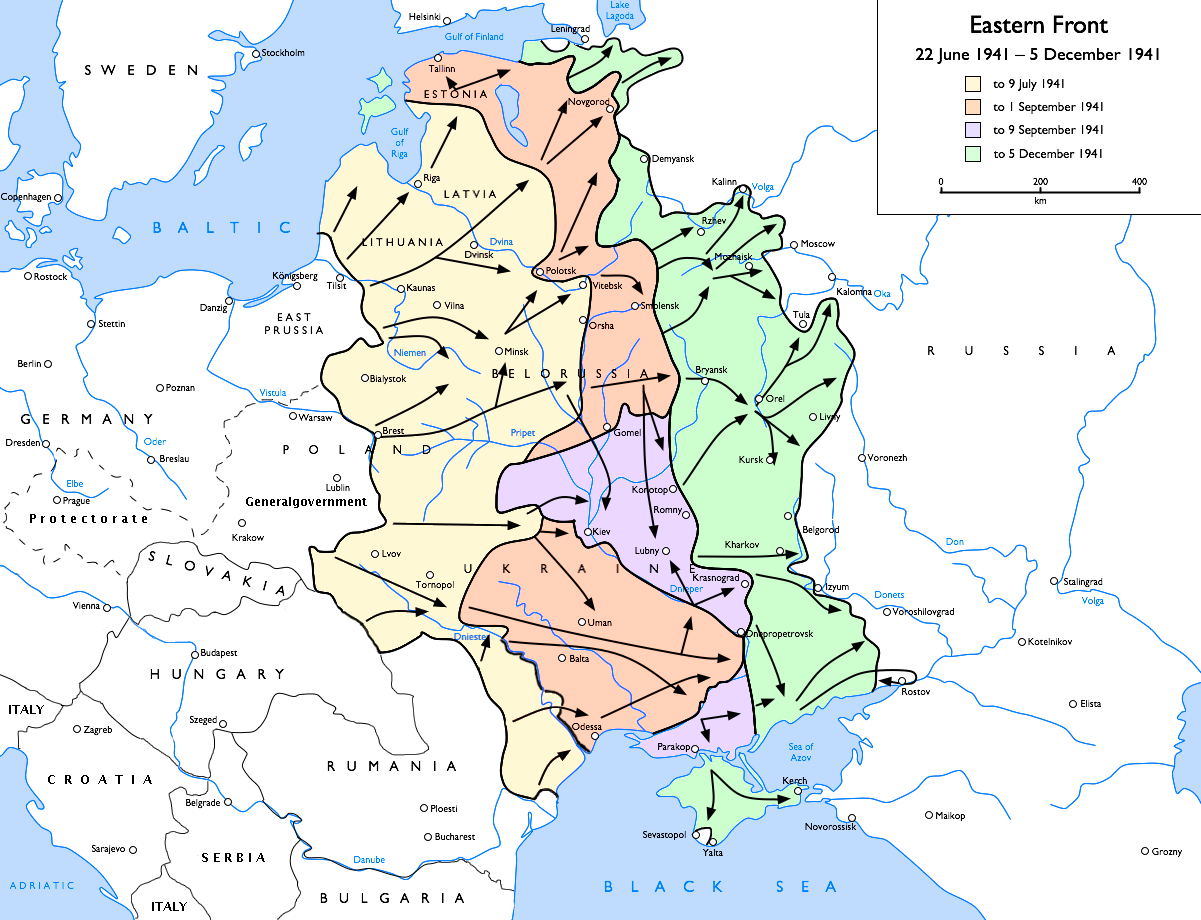
作戦開始から1941年7月
次の侵攻から1941年9月
キエフの包囲から1941年9月
最後の侵攻から1941年12月

1941年6月22日（奇しくもナポレオンのロシア侵入は6月24日に始まり、ほぼ同じ時期である）にドイツ軍は攻撃を開始した。作戦には合計300万人の兵員が動員され、それまでの歴史で最大の陸上作戦だった。赤軍は何の対策もしておらず、一方的な奇襲を受けることになった。
2個装甲集団が配備され最強の戦力を持つ中央軍集団は、ミンスク、スモレンスクなどでソ連の大軍を包囲撃破してモスクワを目指して進撃を続けていた。しかしヒトラーは、南方軍集団のウクライナ攻撃を支援するために中央軍集団から第二装甲集団を引き抜き、南方へ進撃してキエフを守る赤軍を背後から包囲するよう命じた。
それは開戦後ウーマニ包囲戦などの限定的な成功はあったものの、赤軍が主力を配置していたため苦戦を強いられていた南方軍集団にキエフで赤軍主力を包囲撃破する機会を与えたが、この動きはモスクワに対する攻撃を遅らせた（ドイツ軍がモスクワをその攻撃の視野に入れ始めたとき、秋の雨季による泥濘と、続く冬の寒さがその進軍を停止させた）。
ただし、陸軍総司令部などが考えていたモスクワ直進作戦を行った場合、補給が追いついていなかったこと、さらにソビエト連邦の大都市や資源が存在する南方での進撃が史実よりも困難になることから、南方への転進は正当な判断ではないかともいわれている。
10月中旬に南方軍集団はキエフを占領し、650,000人を超える捕虜を連行した。その多くはナチの強制収容所で死んだ。キエフはその防衛戦闘により、のちソ連政府から英雄都市の称号を与えられた。
祖国を防衛するための大祖国戦争を宣言したソ連による抵抗は、ドイツ側が予想したよりはるかに激しかった。ベラルーシ、ブレストの国境要塞での戦いはその一例である。ドイツ侵入の初日、要塞は数時間以内に占領できると計画された。しかし実際には、ソ連の守備隊は包囲された要塞で一か月間戦い続けた。同時に主要な正面戦線においては、多くのソビエト徴集兵の自殺行為にも似た突攻が行われた。補給線が伸びてパルチザンの攻撃に脆弱になったので、ドイツの兵站補給はさらに問題になった。
赤軍は、ドイツ軍に占領地の食物、燃料および建造物の使用を行わせないために、放棄せざるを得なかったすべての土地で焦土戦術を実行した。ソビエトからの独立志向があったウクライナ地方においては、ウクライナ人をドイツ軍に協力させる案があったが、苛烈な占領政策によって結局のところ敵に回してしまっている。
赤軍のKV-1重戦車とT-34中戦車は、ドイツのいかなる戦車よりも強力であり、戦車戦術のエキスパートと自他共に認めていたドイツ軍に大きな衝撃を与えた。この対策として、ドイツ軍は急いで新型戦車（ティーガーI及びパンター）の配備と、既存戦車の改良を進めることになる。
バルト海地域とレニングラードの占領が目的だった北方軍集団は、1941年8月までにレニングラードの南部周辺へ進軍したが、猛烈な赤軍の抵抗に阻まれた。ドイツ軍は装甲部隊がレニングラードで市街戦に巻き込まれることを恐れ、第四装甲集団をモスクワ攻撃のため中央軍集団に転属させ、レニングラードでは包囲と封鎖によって補給を絶つことを決定した。しかし1944年前半のドイツ軍の撤退までレニングラードは持ちこたえた。(レニングラード包囲戦)レニングラードは英雄都市の称号を受け取った最初のソ連の都市となった。
キエフ攻略後、第二装甲軍（装甲集団から改称）は中央軍集団に復帰し、最後にして最大の目標であるモスクワ攻略のタイフーン作戦が開始された。
ヴャジマ、ブリャンスクの二重包囲戦で赤軍は再び50万の兵を失った。しかし、その後秋の長雨が到来し、路面は泥濘と化してドイツ軍の前進は停止し、その間に赤軍はモスクワ前面の防衛体制を再構築した。寒気の到来と共に地面が凍って再びドイツ軍は前進を開始したが、寒さが厳しくなるにつれてドイツ軍の前進速度は鈍り、温存していた砲兵予備を投入した赤軍の抵抗もあって、12月初旬についに停止した。
また制空権を失ったことにより、装甲部隊は航空支援を欠いた状態での前進を余儀なくされ、ソ連砲兵によって次々と撃破された。満足な冬季戦用の装備もなく、補給も不十分なままに各戦線で停止したドイツ軍に対して赤軍の冬季反抗が開始され、反撃の大部分は、モスクワに接近していた中央軍集団に向けられた。モスクワはその後英雄都市の称号を受け取った。

## 名称
作戦名は神聖ローマ帝国皇帝フリードリヒ1世のあだ名「Barbarossa」（「赤ひげ」、イタリア語のbarba「あごひげ」+rossa「赤い」 ）に由来する。フリードリヒ1世は伝説的な人物で、民間伝承によると現在も眠り続けており、ドイツに危機が訪れた時に再び目覚めて帝国に繁栄と平和をもたらすとされた。それにあやかっての命名、また第3回十字軍総司令官として戦果を残し、ボヘミア王国とハンガリー王国に神聖ローマ帝国の影響を拡大した実績から、対ソ戦にふさわしいと判断されたと考えられている。
ドイツ陸軍はポーランド侵攻の「白作戦」、フランス侵攻の「黄作戦」「赤作戦」など、攻勢作戦名に色名を付ける伝統があり、それの発展形とも考えられる。バルバロッサ作戦が頓挫した影響か、翌年の攻勢作戦はまた「青作戦」と純粋な色名に戻された。

## 背景

### ドイツ
アドルフ・ヒトラーがいつからソ連侵攻を考えたかについては現在においても研究や議論がなされている。その中で有力な説が2つあり、1つは自著『我が闘争』で書かれた主張を元にした説と、もう1つはヒトラーの側近たちによる証言で、場当たり的な行動によって決められたである。
『我が闘争』での主張では、ドイツ民族はより広い生存圏（レーベンスラウム）を必要としており、それを東方に求めることを明らかにしていた。ヒトラーはスラブ人を劣等人種と見なしており、スラブ人が住む東ヨーロッパの広大な土地から彼らを放逐して、そこにドイツ人の植民地を設けることを企図していた。
1939年、ドイツはポーランド侵攻の直前にソ連と独ソ不可侵条約を締結。互いを敵視していたはずの独ソの条約締結は世界を驚かせた。しかし、ヒトラーにとってこの条約は一時的な保険に過ぎなかった。ヒトラーはフランス侵攻を成功させると、軍に対してソ連への攻撃を命令した。1940年、ドイツ軍は西方でフランスを瓦解させたが、バトル・オブ・ブリテンには敗北し、イギリスを屈服させることはできなかった。
ドイツ軍首脳部はイギリスを背面にしてソ連を攻撃する二正面作戦に懸念を表明したが、ヒトラーは側近の助言をしりぞけ、「土台の腐った納屋は入り口を一蹴りするだけで倒壊する」と豪語した。ヒトラーはポーランドとフランスでの成功経験や、赤軍は冬戦争において自軍よりはるかに弱小なはずのフィンランド国防軍相手に3か月以上の時間と多大な犠牲を払ってようやく勝利したという事実から、ソ連との戦いにも容易に勝利できると確信していた。また、赤軍に対する迅速な勝利がイギリスとの和平を促進すると期待していた。
ドイツ軍はソ連国境に3個軍集団300万の兵力を集結させた。ヒトラーとドイツ軍指導部は、攻撃・占拠目標としてソ連の特定の地方および大都市を割り当てた。北方軍集団は、バルト海沿岸に沿い旧バルト三国を経由して北ロシアへ侵入し、レーニングラード（現サンクトペテルブルク）の占領もしくは破壊を目標とした。中央軍集団は、現在のベラルーシを通りロシアの中西部を進軍し、モスクワへの直接攻撃が目標となった。南方軍集団はソ連最大の穀倉地帯であり、一大工業地帯でもある人口密度の高いウクライナ地域を攻撃、キエフを攻略し、南ロシアの草原を抜け東方のヴォルガ川まで進軍するように計画を整えた。

### ソビエト連邦
ソ連は、主要軍備の保有量と工業生産力においてドイツを上回っていた。ソ連の工業生産は資本主義国が世界大恐慌で苦しんでいた1930年代に急速に発展し、米国に次いでいた。重点は重工業、特に軍需産業に置かれていた。戦車も航空機も最新鋭のものはドイツの兵器に匹敵、もしくはそれを凌駕する性能を誇った。特に中戦車・重戦車はそれに類するものを持たないドイツ戦車を圧倒した。しかしながら、最新鋭の装備は全体からすると比率は低く、特に航空機は枢軸軍の兵器と比較するとはるかに時代遅れになっていた。
ヨシフ・スターリンは、1930年代後半に党や軍における反対派の大粛清を強行しており、経験豊富で有能な陸軍指導部を含む何百万もの人々を処刑していたため、軍は弱体化し、指揮官不足さえ引き起こしていた。また、ドイツ軍がフランスを電撃戦で破った後も、赤軍はドイツ軍の進軍速度を侮っていた。赤軍は、前衛がドイツ軍を国境沿いの要塞線で阻止している間に主力が後方に集結し、やがて前進して反撃するという展開を想定していた。
しかし、1939年までの国境線に構築された要塞であるスターリン・ラインは、同年にソ連がポーランドの東半分を併合すると廃棄された。新しい国境沿いの要塞は構築中で、途切れ途切れの点として存在しているに過ぎなかった。新要塞線の構築完了までソ連側の防備は脆弱であったが、国境付近に兵力を張り付ける配備に変更はなかった。また、精鋭部隊の多くはウクライナに置かれ、工業生産の中心はドイツ国境に近いヨーロッパ・ロシアやウクライナに集中していた。
スターリンは独ソ不可侵条約の有効性を信じ、ドイツの攻撃意図を看過ごした。条約締結までソ連ではファシズムの脅威が宣伝され、国内の粛清の口実になっていた。しかしながら、条約締結に至るまでに時間がなかったため、不可侵条約は脆弱なものとなってしまった。その為、スターリンは以前の疑心暗鬼状態となってしまった。ソ連情報部がドイツ軍の国境集結を報じ、ドイツ軍がソ連領に対して数多くの航空偵察を行ったにもかかわらず、ソ連政府も軍も目立った行動を起さず、前線部隊への警告も行われなかった。

## 対ソ侵攻計画
1940年7月3日フランツ・ハルダー参謀総長は、参謀本部作戦部長ハンス・フォン・グライフェンベルク大佐にソ連攻撃計画の予備研究を命じた。
その後もドイツ軍の各チームが作戦計画を研究し、8月5日にドイツ第18軍参謀長エーリヒ・マルクス（de:Erich Marcks (General)）少将が「東方作戦の草案」を参謀本部に提出した（マルクス案）。マルクス案ではスモレンスク - モスクワ間とキエフを攻勢軸とし、首都モスクワの奪取が「ソ連邦の経済的・政治的・精神的中核であるがゆえに、国家としての統合機能・調整機能を喪失させる」と結論付けられた。
グライフェンベルク大佐と参謀本部次長パウルス中将協力のもと、参謀本部のハルダ―も陸軍総司令部案（オットー）を立案した。陸軍総司令部案（オットー）では特定地域や特定都市の占領は重視されず、赤軍野戦部隊の殲滅に重点が置かれた。ミンスク、スモレンスク、モスクワなどソ連の主要都市は敵兵力を誘引するための囮として位置付けられた。
1940年12月5日ハルダ―は「オットー」を陸軍総司令部案としてヒトラーに提出し、ヒトラーは計画に合意を与え訓令起案をヨードルに命じた。ドイツ軍最高司令部のベルンハルト・フォン・ロスベルク（de:Bernhard von Loßberg (Generalmajor)）中佐が立案した「フリッツ」とウクライナとレニングラードの奪取を優先したいヒトラーの意向を考慮し最終計画案をヒトラーに提出、ヒトラーは12月18日に総統訓令第21号「バルバロッサの場合」を発令した。
西部ロシアにおける陸軍の集団は装甲部隊の楔を遠く、躍進させる大胆な作戦によって殲滅すべし。戦闘力を残す部隊がロシア領奥深くまで撤退することは封じなければならない。しかるのちに猛然と追撃し、ロシア空軍の空襲が不可能となる地点まで到達すべし。作戦の最終目標はおおむねヴォルガ河とアルハンゲリスクを結ぶ線において、ロシアのアジア部分にたいする防止線を得ることにある。それによって必要な場合はドイツ空軍によりウラル山脈沿いに存在する、ロシアに残された最後の工業地帯を無力化することも可能になる。—ロズベルク・プラン「フリッツ」
北欧の鉱物資源に依存しているドイツにとって運搬路であるバルト海は生命線であり、レニングラードを電撃的に占領しソ連バルト艦隊を無力化する必要があった。また農産物と鉱物資源の宝庫であるウクライナは「東方生存圏」構想実現のためには欠かせない地域だった。経済的理由からヒトラーはレニングラードとウクライナの奪取にこだわり、ヒトラーの意向を重視した陸軍総司令部はレニングラードとウクライナを第1目標に位置付けた。
しかし各目標の優先度は曖昧なままだった。中央軍集団は白ロシアの赤軍殲滅後モスクワに進撃すべきなのか、それともウクライナやレニングラードにむかうべきなのか作戦案では明らかにされなかった。中央軍集団司令官ボック元帥と第3装甲軍集団司令官ホト上級大将は明確な回答を求めたが、参謀総長ハルダ―は回答をはぐらかした。
戦略目標の不明瞭さは開戦まで解消されることはなく、ドイツ軍はモスクワを目前に控えて見解が割れることになる。
作戦目標だけでなく戦争目標も不明瞭だった。1940年7月には戦争目標はロシアの生命力を断つことだと明記されたが、12月にソ連邦を屈服させることに変更された。開戦後の1941年8月にはイギリスの同盟国であるロシアの無力化に変更され、戦争目標がソビエト体制の打倒なのかロシアという国家を消滅させることなのかはっきりしなかった。

## 対独防衛計画

### 西部かキエフか
一方ソ連もドイツの膨張を警戒し対独防衛計画の立案を進めていた。
1940年8月には赤軍参謀本部が参謀総長シャポシニコフの名で対独防衛計画を提出した。西部での仮想敵国をドイツ及び同盟国のイタリア、ルーマニア、フィンランドとし、ドイツ軍はポーランドと東プロイセンから出撃し白ロシアの首都ミンスクを突くとされ、プリピャチ沼沢地北部の防衛に重点が置かれた。プリピャチ沼沢地は白ロシアとウクライナを南北に二分する通過不能地帯であり、ソビエト領の防衛は南北どちらに重点を置くかが要点になる。
このシャポシニコフ案で想定されたドイツ軍の攻勢計画は、現実のバルバロッサ作戦の構想とほぼ同じだった。しかし国防人民委員チモシェンコは許可を出さず、新たに参謀総長に就任したメレツコフに作戦案の修正を命じた。スターリン研究家のドミトリー・ヴォルコゴーノフは、チモシェンコは自身の出身であるキエフ特別軍管区の役割の軽視に反発したと語っている。
1940年9月に改訂版である赤軍戦略的開進案が提出された。改訂版では、ドイツ軍の攻勢は沼沢地南部のウクライナの奪取に重点が置かれるとされ、キエフ特別軍管区に最大の兵力が配置された。1941年1月に参謀総長に就任し計画案を継承したゲオルギー・ジューコフもキエフ閥の軍人であり、改訂版はキエフ特別軍管区の役割が大きかった。一方で白ロシアやバルトへの主攻勢の可能性も排除はされていない。

### 攻勢か防御か
赤軍は極めて攻撃的な軍事教義を採用した攻撃特化型軍隊であり、防衛計画も敵軍の包囲殲滅を前提とし自国領での防衛計画は想定していなかった。
1939年のポーランド分割により、ソ連領土は西に240km突き出たヴャリストク突出部を形成した。スターリンはポーランド領と白ロシアを統括する西部特別軍管区を設置、ドミトリー・パヴロフを司令官に任命し対独攻勢の前線基地とした。攻勢計画においてヴャリストク突出部はドイツ領土へと食い込んだ絶好の攻勢開始ポイントであったが、防衛計画においては敵領土に孤立した防衛ポイントであり、包囲殲滅の危険性をはらんでいた。
パヴロフや参謀総長メレツコフ、国防人民委員代理のク―リクは攻勢に基づく従来の防衛計画を支持したが、キエフ特別軍管区司令官のジューコフと国防人民委員のチモシェンコは防衛計画の見直しを主張した。ジューコフは新国境での防衛上の不利（ヴャリストク突出部）を訴え、旧国境（スターリン線）での防衛を重視した。
1941年1月攻勢論者のパヴロフと防御重視のジューコフが図上演習を実施した。
最初はジューコフがドイツ軍（西軍）を担当し、パヴロフが赤軍（東軍）を担当した。パヴロフはドイツ軍の攻勢を15km～20kmの範囲で食い止め、ヴャリストク突出部から大規模な機械化兵力を出撃させ、東プロイセンを西側から包囲し殲滅する攻勢計画を実施した。しかしジューコフは機械化兵力の側面が薄いことを見抜き、西側面からの攻撃で機械化兵力を食い止め、予備兵力を投入して反撃に転じヴャリストク突出部を分断し、パヴロフ側の防衛線を崩壊させた。この演習によりヴャリストク突出部の危険性が暴露され、パヴロフの持論である攻勢戦略の前提が崩れさることになる。
2回目の演習は攻守が入れ替わり、パヴロフがドイツ軍を、ジューコフが赤軍を担当した。パヴロフはウクライナに攻勢の主軸をむけ、ジューコフは攻勢130kmの地点で反撃に転じた。深入りしたパヴロフの背後に特別打撃軍を迂回させ、ソ連領での包囲殲滅戦を成功させた。
この演習の結果は赤軍の対独防衛戦略に大きな影響を与えた。演習から3日後、ジューコフは参謀総長に就任し、赤軍は攻勢重視の防衛戦略を改め、防御中心の縦深的な戦力配置に転換することになる。
ドイツ軍が国境に集結し開戦が目前になると、ジューコフは具体的な防衛計画を立案、国境防衛に第一梯団を配置し、西ドヴィナ河～ドニエプル河に戦略的第二梯団を形成、さらに首都モスクワを防衛する第三梯団が配置された。
ジューコフはとくに西ドヴィナ河～ドニエプル河に配置した戦略的第二梯団を重視し、反撃時の決定的要素と見なした。ドイツ軍の侵攻計画をほぼ予見していたジューコフは、先鋒の機械化兵力と後方の歩兵部隊の移動距離を整理し、兵站を立て直すのは西ドヴィナ河～ドニエプル河のラインだと見抜き、このラインを決戦場に想定していた。実際バルバロッサ開戦が始まると、戦略的第二梯団は有効に機能し、中央軍集団は参謀本部が事前計画で予定していた将兵達の休息と兵站整備を全く行えない状況に陥り、三か月以上足止めされることになる。
ドイツ軍参謀本部は、西ドヴィナ河～ドニエプル河以西での殲滅を作戦の第一段階とし、戦略的第二梯団の存在を想定していなかった。独ソ開戦以前の段階で、兵力を縦深に配置した上で、西ドヴィナ河とドニエプル河の地峡部周辺を重要な決戦場と想定していたソ連赤軍参謀本部の対独戦への備えは、非常に的を射た判断であったと言える。また戦略的第二梯団は中央軍集団のキエフ方面への転身阻止の任務も担い、ドイツのバルバロッサ作戦はほぼジューコフの予見通りに進んだ。
しかし旧国境の放棄はヴォロシーロフやク―リクら攻勢論者の反対により実現せず、防衛用の資材も新国境の要塞に優先的に配置された。ジューコフの強硬な反対にスターリンが介入し、砲兵と工兵は内陸部に旧国境に配置され反撃時まで温存された。
1941年5月になるとジューコフは戦力移動を開始、4個軍を西ドヴィナ河～ドニエプル河のラインに配置し、11個師団を戦略予備としてモスクワに置いた。またT34やKV重戦車などの新兵器も、決戦場に想定した第二戦略梯団に優先的に配置され、国境を守備するパヴロフの第一梯団には送られなかった。
パヴロフはジューコフの戦略を理解せず、苦戦すれば第二梯団が駆け付けると誤解していた。しかし西ドヴィナ河～ドニエプル河を決戦場と想定し、第二梯団を決戦兵力としたジューコフにとって、第一梯団は捨て石に過ぎなかった。パヴロフは、開戦後真っ先にドイツ軍の奇襲を受けて大敗、その後責任をとらされドイツのスパイとして告発され銃殺されている。ちなみに大祖国戦争で銃殺となった正面軍司令官は彼一人である。

## 東部総合計画
ヒトラーは著書『我が闘争』において、ソ連の征服とスラブ人の根絶を主張していた。ドイツが経済的に自立するためには、東方のロシアを征服して新たな帝国を建設する必要があり、東方の征服に全力を注ぐには西の安全を確保する必要があると。ドイツの外交方針や軍事戦略は、基本的にヒトラーの東方生存圏構想に基づいて策定された。
バルバロッサ作戦はヒトラーの悲願である東方生存圏構想を実現する具体的な軍事作戦であり、同時期にソ連征服後に備えた東部総合計画が立案された。東方における主要な植民地計画の責任は、ドイツ民族性強化委員の親衛隊全国指導者ハインリヒ・ヒムラーが負っていた。ヒムラーには自由裁量権が与えられ、あらゆる国家機関、民間研究機関の協力を得られた。
独ソ開戦日の前日、ヒムラーはベルリン大学教授コンラート・マイヤーに東部総合計画の策定を命じた。3週間後にマイヤーは計画書を提出し、1942年7月に改訂版を提出した。計画の目的は、ドイツ人の入植と先住民であるロシア人、スラブ人の絶滅だった。
4500万人の西シベリアへの強制移住が計画され、そのうち3000万人は人種的に好ましくないと見なされた。四カ年計画庁と食糧次官ヘルベルト・バッケによって、包囲下に置いた地域から食糧を収奪することで数百万人のロシア人・スラブ人を餓死させるという計画が立案された（飢餓計画（en:Hunger Plan））。
彼らは最終的に3千万人のロシア人が餓死すると見込み、総合計画による移住計画はロシア人の絶滅を前提としたものであった。レニングラードへの封鎖戦も同計画に基づき実行された。計画の改訂版では、捕虜や住民を労働力として利用するため、餓死者や追放者は削減された。
当初ナチス政府は、東方労働者（ソ連人）を帝国で労働させることは民族政策上危険であると判断し、ソ連人労働者の労働動員を拒否していた。しかし戦況が悪化すると方針は変更され、1941年10月にソ連人労働者は労働資源として動員されることが決まった。
1944年8月時点で212万6753人のソ連人労働者が帝国で就業し、アルベルト・シュペーアの戦時経済も、東部で獲得した膨大な強制労働者を前提としていた。計画への費用はソ連領での収奪や強制労働で賄われるものとされた。
ナチスは東方のゲルマン化を推進し、占領したソビエト領への移住を呼びかけた。同時に占領地では人種の選別が実施され、独ソ開戦から九か月で特別行動部隊と多数の警察大隊が約100万人のユダヤ人、ジプシー、スラブ人を組織的に殺害した。またドイツ軍指導部や全陸軍部隊もナチスの絶滅政策に積極的に関与、もしくは黙認していたとされる。
またウクライナや白ロシアのような農業主体国は帝国の主要な食料供給源と見なされ、徹底的な搾取の対象となった。ドイツ経済の戦略的利益とナチスの絶滅政策は深い因果関係にあり、占領地では大規模な餓死者が発生した。白ロシアではドイツ軍占領時代に170万人が死亡し、ソ連兵の捕虜200万人も強制収容所で餓死している。
これらの餓死は自然発生的なものではなく、捕虜や住民の飢餓レベルを計画的に維持し食料供給率を上げるドイツ軍指導部の決定だった。陸軍国防経済局のトーマス大将は「ロシア人は何世紀もの間、飢餓、空腹、貧困に耐えてきた。ロシア人の胃袋は柔軟であり、したがって誤った同情は不要である。」と計画の背後にある根本的な理由を述べている。ゲルハルト・ヒルシュヘルトは、ナチスの占領政策と戦争目的は全征服地域の無制限かつ直接の支配を実行し、可能な限り全ての経済的人的資源を大規模に搾取することであったと要約している。

## 兵站計画
ロシアへの侵攻作戦が決まった時、戦場となる広大な領域での補給路確保が重要な問題だった。過去の戦争に比べて戦場となるロシアは広大であり、ドイツの補給ラインに対するロシア側脅威が予想された。
ドイツ軍は後方補給線保護に苦心した。アクティブとパッシブの後方警備対策が区別され、状況に応じた警備用の特殊部隊が複数設立された。一方で警備隊は予備役や退役兵など主に高齢者から構成され、最低限の訓練しか受けていなかった。武器の補充も不十分で、赤軍から鹵獲したロシア製の武器を利用していた。
ドイツ軍の兵站業務は陸軍参謀本部の兵站総監部が統括していたが、バルバロッサ作戦では広大なロシアの領域をカバーするため、各軍集団に現地事務所が設置され補給を担当した。しかしソ連の広大な領土で整備された街道はミンスク～スモレンスク～モスクワ間の一本しかなく、機甲部隊の通行に適さないデコボコの悪路が果てしなく続いていた。また雨が降ると地面は泥濘化し、雨季のまともな作戦行動は困難だった。
侵攻開始から一か月で輸送用トラックの3割が故障し、機甲部隊の戦車も稼働率が激減した。ドイツ軍は道路の不整備を鉄道輸送で補おうと試みたが、ロシアとドイツでは軌間が異なり（ドイツは標準軌なのに対して、ロシアは広軌だった）、軌間変換作業に追われた。鉄道工作部隊が編制されたが補給路への負担は改善されず、物資の積み替え駅では深刻な渋滞が発生した。
7月31日時点でドイツ軍は東部の戦闘で21万3301人を喪失していたが、補充されたのは4万7000人に過ぎなかった。鉄道網と道路の不備は前線に深刻な物資の欠乏を生じさせていた。また兵站の優先順位が曖昧であり、運行優先権をめぐって現地部隊が対立、酷い時は部隊間で物資を積み込んだ列車のハイジャックが行われた。

## 戦闘序列

### ドイツ軍
- 北方軍集団（ヴィルヘルム・フォン・レープ元帥）
  - 第18軍、第4装甲集団、第16軍
- 中央軍集団（フェードア・フォン・ボック元帥）
  - 第3装甲集団、第9軍、第4軍、第2装甲集団
- 南方軍集団（ゲルト・フォン・ルントシュテット元帥）
  - 第1装甲集団、第11軍、第6軍、第17軍、ルーマニア2個軍

### 赤軍
- 北部戦線（マルキアン・ポポフ中将） - レニングラード軍管区に基づき6月24日に編成
  - 第7軍、第14軍、第23軍
- 北西戦線（フョードル・クズネツォフ大将） - 沿バルト特別軍管区に基づき6月22日に編成
  - 第8軍、第11軍、第27軍
- 西部戦線（ドミトリー・パヴロフ上級大将） - 西部特別軍管区に基づき6月22日に編成
  - 第3軍、第4軍、第10軍、第13軍（6月24日に編成）
- 南西戦線（ミハイル・キルポノス大将） - キエフ特別軍管区に基づき6月22日に編成
  - 第5軍、第6軍、第12軍、第26軍
- 第9特別軍
- 総司令部スタフカ予備
  - 第16軍、第20軍、第21軍、第22軍、第24軍

## 第一段階（1941年6月22日～7月10日）
開戦の一日前である6月21日、赤軍の兵士や将校たちは、非番の日曜日をくつろいでいた。
西部特別軍管区司令官ドミトリー・パヴロフ上級大将は、ミンスクの将校クラブで演劇を楽しんでいた。クラブは満席で、喜劇「マリノフカの婚礼」を上演中だった。そこへ情報官のブローヒン大佐が訪れ、国境地帯のドイツ軍が準備中だと告げた。パヴロフは、「それはあり得ない」と言うと、舞台を指差し、観劇の邪魔をするなと促した。
午後9時、アルフレッド・リスコウというドイツ軍工兵が、国境を越え、赤軍に駆け込んだ。彼はドイツ軍の攻撃は明日にも始まり、砲撃準備中だと告げた。この手の脱走兵は全戦線で相次ぎ、モスクワの指導部も把握していたが、国境部隊に警戒の命令が下ることはなかった。GRU、NKVDなど国内のあらゆる諜報機関が、何週間も前から警告していたが、全て黙殺された。
午前1時に観劇が終わると、パヴロフは司令部に呼ばれ、国防人民委員セミョーン・チモシェンコ元帥からの電話を受けた。パヴロフはドイツ軍の機甲部隊が集結中だと報告し、チモシェンコは慌てず落ち着いて対応するように促した。パヴロフは幕僚達を集めて、傘下の部隊の状況を確認した。演習中で配置から外れた部隊もいれば、武器弾薬が足りない部隊もあり、定数が割れてる部隊も多かった。
午前3時、再びチモシェンコからの電話がかかり、パヴロフは異常なしと答えたが、すでにドイツ軍の総攻撃は始まっていた。1941年6月22日午前3時、ドイツ軍はバルト海～黒海におよぶ3000kmの戦線で攻勢を開始した。
司令部、港湾、集積地、鉄道、航空基地など主要な軍事施設への爆撃が開始され、初日の奇襲で赤色空軍は飛び立つ間もなく1200機を失う壊滅的な打撃を受けた。西部軍管区だけで、528機が破壊された。しかし劣勢にもかかわらず赤色空軍は奮戦、指揮系統が混乱する中、初日に6000回以上出撃し、ドイツ軍の航空機200機以上を撃墜している。
ヴャリストク、ブレスト、キエフ、グロドノ、ロヴノ、タリン、リガなど主要都市が次々と空爆された。ドイツ軍侵攻の報告は次々とモスクワに届いた。黒海艦隊司令部、西部軍管区司令部、キエフ軍管区司令部、沿バルト軍管区司令部からドイツ軍の航空機が空爆を開始したとの報告が届き、国防人民委員チモシェンコや参謀総長ジューコフが対応に追われた。
午前4時ジューコフはスターリンに前線の状況を報告し、各軍区にドイツ軍侵攻の事実が伝達された。スターリンは最高軍事会議を開き、国防人民委員部が午前7時15分に二つの指令を作成した。
1侵入した敵軍はソ連領内で迎撃・殲滅し、ドイツへの越境攻撃は禁止する
2航空機の偵察により敵空軍と敵地上軍の位置を把握し、爆撃を開始する
すでにドイツ軍の攻撃により、赤軍の地上部隊は撃破されつつあり、この時点でスターリンも参謀本部も前線の実状を把握していなかった。西部国境の各軍管区では部隊間の通信網がドイツ軍の破壊工作で切断されており、軍管区参謀部と部隊との間には迅速に指令を伝える方法はなかったのである。各部隊は孤立したままドイツ軍との戦闘に突入し、モスクワの参謀本部も情報不足で新たな命令すらだせない状況だった。
午前7時15分、スターリンはドイツ軍に対して反撃を命じた「国防人民委員部指令第2号」が発令された。
午前8時頃になると前線の状況が参謀本部に届きはじめ、航空戦力の壊滅が伝わった。中央アジア、極東、ザバイカルを除く全ての軍管区で予備役の動員が開始され、ヨーロッパロシアでは戒厳令が実施された。国家の全機能は軍隊に移り戦争に備えた産業計画が立案され、工場群の疎開が開始された。西部の軍管区戦力を基幹に北西・西部・南西の3正面軍が設立され、6月23日には戦争指導の最高司令部であるスタフカが設立された。
アメリカ政府とイギリス政府は6月23日にソ連への全面的な支援を表明。一方ドイツ政府は東部での戦争は共産主義の脅威から欧州文明を守る聖戦だと宣伝した。

### 西部（中央）方面
白ロシアに侵入した中央軍集団はドイツ東部軍最大の機動力と打撃力を持っていた。中央軍集団を迎撃したのは白ロシア防衛を担当する西部正面軍である。戦力はほぼ拮抗していたが、機械化戦力はソ連側がドイツ側を3倍ほど上回っていた。
開戦と同時に制空権の争奪戦が繰り広げられたが、西部正面軍は奇襲で全戦力の4割にあたる739機の航空機を喪失し劣勢にたたされた。ブク河の赤軍警備兵を呼び出したドイツ軍は、警備兵を制圧し爆破装置を解除して、橋梁を確保した。待機していた各部隊が次々と橋を渡り、ソビエト領へとなだれ込んだ。ソビエト地上軍は連絡を絶たれ、連携を欠いたまま各個に反撃した為、組織的な抵抗を欠き、ドイツ軍機動部隊の浸透を許すことになる。
中央軍集団はグロドノ、ブレスト方面のソビエト3個軍を包囲すべく迂回機動を開始したが、スタフカも西部正面軍司令部も有効な手をうてなかった。グロドノのソ連第3軍は激しい空爆を受けており、司令官クズネツォフは地下壕に退避していた。クズネツォフは第56狙撃師団が消滅したと、震える声でパヴロフに報告した。
各軍との連絡が取れない中、パヴロフは副官のボルディン中将をビアトリスクの第10軍司令部に派遣した。ボルディンは輸送機でビアトリスクに赴き、着陸後、現地で徴収したトラックで司令部にむかった。道中多くの避難民と遭遇し、周囲は轟音と炎につつまれていたと後にボルディン自身が回想している。
夜になってボルディンはようやく司令部に到着した。司令部はすでにビアトリスクから退避し、東方の白樺林に臨時の司令部を設けていた。第10軍司令官ゴルベフは全師団が回復不能な損失を受け、第10軍は事実上壊滅状態だとボルディンに報告した。第3軍は独断でグロドノから撤退し、ビアトリスクに残っていた第10軍は完全に孤立した。無線の回復後、パヴロフは傘下の部隊に総反撃を命じたが、実行不能な命令だった。ボルディンはビアトリスクで孤立した数千の第10軍残存部隊に、独断で撤退を命じ、森林地帯に逃げ込んだ。
ブレスト要塞では孤立した要塞守備軍が奮闘しドイツ軍に多大な出血を強い、グロドノ地区では孤立した第3軍の残存部隊が奮戦しドイツ軍の進撃を懸命に食い止めていた。ブレスト要塞を含むブレスト地区を守備する第4軍も善戦していたが、全軍を統率すべき西部正面軍司令部が事態を把握せず見当違いな命令を繰り返していた。
司令官のパヴロフ上級大将は第3軍と第10軍に撤退を命じたが、すでに彼らは半包囲され実現不可能な命令だった。ミンスクは西部から包囲され第3軍も第10軍も、優勢なドイツ軍に包囲されていた。第4軍は森林地帯に後退し、西部正面軍はすでに組織的抵抗力を喪失しつつあった。
6月28日首都ミンスクが陥落、西部正面軍への包囲が閉じられた。西部正面軍は事実上壊滅し、司令官のパヴロフ上級大将は責任を問われ更迭された。6月29日後任にエレメンコ中将が赴任し、7月2日には国防人民委員のチモシェンコ元帥が西部防衛の総指揮を命じられた。
西部正面軍は3戦線の中で最も激しい被害を受けた。18日間の戦闘で41万人の兵士、4799両の戦車、9472門の迫撃砲と野砲、1777機の航空機、そして白ロシア全土を失った。

### 北西（北方）方面
レニングラードの占領を目指す北方軍集団とバルト方面の防衛を担当する北西正面軍が対峙した。北西正面軍は3つの戦線の中で最も弱く、その戦力は3個軍、2個機械化軍団に過ぎなかった。一方ドイツ軍は北方軍集団に、中央軍集団の第3装甲軍集団を加えた強大な戦力で攻勢をかけた。
通信の体系的な混乱は、軍隊の組織的抵抗を困難にした。渡河地点を守っていた第11軍は橋梁の爆破部隊を待機させていたが、戦車群が迫ると逃走した。第3装甲軍集団によりネマン川の橋梁が確保され、西部正面軍と北西正面軍は分断された。
赤軍はラセイニャで1000両の機械化軍団を投入し反撃したが大敗、ラインハルトの機動部隊がドヴィナ河の渡河地点を確保した。機動部隊はスターリン線を突破してルーガ河に到達し、歩兵部隊は主要都市を攻略した。
タリン湾に停泊していたバルト艦隊は猛烈な航空攻撃を受け、レニングラードのクロンシュタット港へと撤退した。
スターリンはバルト方面防衛の為、信頼するヴォロシーロフを派遣。北西・北方・レニングラードの三個戦線を統括した北西戦域軍司令部が設置され、ヴォロシーロフが指揮をとった。
北西正面軍の最初の守備作戦は失敗に終わった。軍事作戦の3週間で450kmの深さまで後退し、バルト海域のほとんどを奪われ、9万人以上の兵士、1,000以上の戦車、4000の銃と迫撃砲、そして1,000機以上の航空機を失っている。バルト艦隊もリガやタリンなどの停泊地を失い、航空攻撃で大損害を受けバルト海の制海権を喪失することになる。

### 南西（南方）方面
ウクライナには赤軍の最も強力な部隊が配置され、最も多くの機械化軍団（8個）が配備されていた。また南西正面軍司令官キルポノスは早期にドイツ軍侵攻を察知し、国境地帯への住民避難や戦力移動を進めていた。故に南方軍集団とルーマニア軍の侵攻は奇襲効果を得られず難航を極めた。
南方軍集団の任務はウクライナ右岸の赤軍を撃破し、ドニエプル河以西で殲滅することだった。スターリンは参謀総長ジューコフをスタフカ代表とし、南西方面の指揮・統括を命じた。南西正面軍は反撃可能な十分な戦力を保持していたが、航空基地が猛烈な空襲を受け後手にまわった。
戦線北部ではドイツの戦車群がリヴィウを防御していた第5軍を突破し20km進撃した。南部ではストルミロフ要塞地帯の第6軍がドイツ軍の襲撃を食い止めた。ハンガリーとの国境には第12軍が、ルーマニア国境には第9軍が展開し枢軸軍の侵攻に備えていた。
南西正面軍は3個機械化軍団（3700両）を用いて反撃に転じ、ブロディで両軍の戦車群が衝突した。連携を欠いた赤軍は第1装甲軍集団に敗れたが、一方でクライストの足止めには成功した。南西正面軍司令官キルポノスは防衛ラインへの後退を命じたが、スタフカは許可せず反撃を命じた。ドイツの戦車群はドゥブノ地区まで浸透し、防衛線に楔を打ち込まれていたが6月30日までドゥブノ地区の守備部隊は頑強に抵抗し、ドイツ第6軍とクライストの戦車群を拘束した。
キルポノスはリヴィウ陸棚で包囲されることを恐れ、6月27日に体系的退却を開始した。6月30日スタフカは南西正面軍司令部に要塞地区を利用して防衛線の再構築を命じた。安全に要塞地区に下がるには北の脅威であるクライストの戦車群を抑える必要があった。ボロボロの第5軍と第22機械化軍団が足止め役となり、第1装甲軍集団に反撃を開始した。彼らは2日持ちこたえキルポノスは主力を率いて後退した。クライストの戦車群はベルディーチウを占領し、南西正面軍の退路を脅かした。7月11日には戦車群がキエフの要塞群に到達し、ドイツ軍の進撃はようやく停止した。
一方ルーマニア国境ではルーマニア軍が侵攻を開始。モルドバで第9軍がルーマニア3個軍の攻勢を食い止め、橋頭保を排除した。黒海では黒海艦隊、要塞セヴァストーポリが空爆を受け、カルパチア方面ではハンガリー軍が参戦した。スタフカは6月25日にルーマニア国境防衛の為、南部正面軍を設立した。一方南方軍集団司令官ルントシュテット元帥はモルドバの南部正面軍を突破して、南西正面軍を包囲するためモルドバに第11軍と第17軍を派遣した。
7月2日ドイツ・ルーマニア軍が攻撃を開始、第9軍の防衛線を破った。スタフカは南部正面軍の主要部隊に反撃を命じ、ドイツ第11軍とルーマニア第4軍を一時的に足止めした。この反撃により南部戦線は一時的に安定し、第18軍は要塞地区への退却に成功し第9軍はドニエスタ西部を確保した。
西ウクライナ防衛戦は赤軍の敗北に終わり、ソ連は北ブコヴィナと西ウクライナを喪失した。一方で西部戦線や北西戦線とは対照的に戦闘力を維持したまま後退に成功し、戦力比でも優位を保っていた。7月中旬までに南西正面軍・南部正面軍は兵士24万1594人、航空機1218、砲5806門を失った。

### 結果
国境線での戦いはドイツ軍の圧倒的勝利に終わった。赤軍は全戦線で制空権を失い、虎の子の機械化戦力も含め地上部隊は大きな被害を受けた。7月3日ドイツ軍参謀総長のフランツ・ハルダーは日記に、ロシアとの戦争は2週間で決着したと記している。ヒトラーも戦勝を盛んに宣伝し、ロシア人は立ち直れない打撃を受けたと豪語した。
開戦後三週間でドイツ軍はバルト、白ロシア、ウクライナの過半を占領し、500Km進撃した。赤軍の被害は甚大であり、7月30日までに兵士65万人、航空機3468機、砲12000門、物資集積所200箇所を喪失した。軍需物資を前線に集中していた影響で国内に蓄えられた物資のうち52%が失われ、前線の将兵は弾薬や燃料の欠乏に苦しむことになる。
一方でドイツ軍の被害も甚大だった。7月中旬までに兵士10万人、航空機1000機、戦車1500両を失い、わずか3週間で過去2年全ての戦争の被害に匹敵するダメージを受けた。侵攻の主力である機甲部隊も車両の損失や故障が相次ぎ稼働率は大幅に低下。7月中旬の時点で第2装甲軍の稼働率は29%に、第3装甲軍の稼働率は42%に低下していた。第3装甲軍司令官ヘルマン・ホトは「ロシア人は強力な巨人だ。戦力の消耗は得られた成果より大きい」と嘆いている。

## 第二段階（1941年7月10日～9月30日）
アメリカ政府もイギリス政府もすでにソビエトの敗北を想定していた。イギリス参謀本部はソ連の抵抗がイギリスへの上陸を遅らせる期間は8週間以内だと予想している。ドイツ軍も勝利を確信し、東部での戦争を終わらせるべく第二次攻勢を開始した。
一方で赤軍はバルト海～黒海の戦線に212個師団を展開し、抵抗を継続していた。90個師団を除く師団は全て定員割れの師団ではあったが、赤軍の崩壊には程遠かった。7月中旬になると赤軍はようやく奇襲の衝撃から立ち直り、その戦闘力を急速に回復していくことになる。
前線のドイツ軍指揮官も「多くの地点でロシア軍は攻撃に転じようとしている。 あれほど手痛い打撃を受けた相手としては驚くべきことだ。 彼らは途方もない物資を持っているに違いない。 今や野戦部隊は敵砲兵の恐るべき威力に不平をもらしている。 またロシア軍は空でも攻撃的になってきた。」と戦況の厳しさを語っている。
同盟国イタリアの外相ガレアッツォ・チャーノは「ロシア戦線からのニュースは全く深刻である。ロシア人は善戦している。この戦争ではじめてドイツ人は二か所から撤退したことを認めた。」と日記に記している。
参謀総長ハルダーは戦時日誌にこのように書き記している。「我が軍の指揮系統は、末端まで疲れ果てている。この状況を改善するためには、対ソ戦全体に関する明確な最優先目標の設定が必要である」

### 西部（中央）方面
7月3日ハルダー参謀総長は自身の日記にドヴィナ・ドニエプル河前面のソ連軍殲滅の使命は達成され、ロシア戦役は2週間で勝利したと記している。しかし赤軍は開戦前から縦深的な戦力配置を開始し、西ドヴィナ～ドニエプル河に戦略的第二梯団を形成、戦略予備の4個軍（第19軍・第20軍・第21軍・第22軍）を段階的に配置した。ドヴィナ・ドニエプル河前面でソ連の野戦兵力を一掃出来るというドイツ軍の作戦計画はこの時点で大幅な修正を余儀なくされた。
パヴロフの解任後、西部正面軍の指揮を命じられた司令官代理のエレメンコ中将は第4軍と第13軍にベレジナ河東岸へと後退を命じた。7月4日に国防人民委員のチモシェンコが西部正面軍司令官に任命され、ドイツ軍への反撃が命じられた。第5機械化軍団と第7機械化軍団が2000両の戦車で反撃したが、航空支援を欠いた攻勢は失敗に終わり半数の戦車を喪失した。
西部正面軍は戦略予備の4個軍を加えた6個軍24個師団の兵力で西ドヴィナ～ドニエプル河の防衛線を守備した。第3装甲集団は戦力を二つに分け第57装甲軍団が北方軍集団の支援にむかい、第39装甲軍団が赤軍の包囲を狙いスモレンスク南西部を迂回した。7月10日にはヴィテプスクを攻略し第2装甲集団との合流を目指した。
第2装甲集団は南西からスモレンスクを目指し、ドニエプル河を渡るとモギリョフで第61狙撃軍団と第20機械化軍団を包囲した。2週間後に両軍団は全滅しドイツ第15師団がモギリョフを占領したが、ドイツ軍も3万の将兵を失い高い代償を払った。モギリョフでは第13軍が、ボブルイスクでは第12軍が奮戦し、ロスラブリ方面へのドイツ軍の進撃を大幅に遅らせた。
第20軍はドイツ第9軍に突破され、7月16日にはスモレンスク市が陥落した。西部正面軍は後方に下がり新しい防衛線をしいて抵抗を継続した。7月14日に、第29、第30、第24、第28、第31の諸軍が予備正面軍として編成され、これらの兵力は後に西部正面軍に編入された。
西部正面軍はスターラヤ・ルッサ～オスタシコフ～ベールイ～エリニャ～ブリヤンスクの線に新しく展開した。第39装甲軍団の先鋒はスモレンスク北方のヤルツェヴォを占領し、スモレンスク＝モスクワ間の自動車道路と鉄道を切断した。スモレンスクとその西方で防御戦を続けていた3個軍（第16軍・第19軍・第20軍）は後方を遮断され包囲殲滅の危機を迎えた。
スタフカは予備兵力を西部正面軍司令部に送り、スモレンスク地域で包囲された守備部隊との合流を命じた。ロスラブリ地域とベールイ、ヤルツェボ地域から赤軍は包囲を破るべく攻勢を開始、食い止めようとする中央軍集団との間で激戦が展開された。ロコソフスキー作戦集団はヤルツェヴォから第39装甲軍団を後退させ、2個軍団がヤルツェヴォ経由でスモレンスク守備軍との合流に成功した。ロスラブリからスモレンスクに進撃していたカチャロフ軍団は包囲され、カチャロフ大将は戦死、わずかな残存部隊が守備軍と合流した。ゴロドヴィコフ作戦集団も第2装甲集団を圧迫して補給線を脅かし回廊の維持に貢献した。
第3装甲集団司令官ヘルマン・ホトはソ連野戦軍の包囲殲滅に重点を置いたが、第2装甲集団のハインツ・グデーリアンはモスクワへの進撃を優先した。グデーリアンは第46装甲軍団に対し東方のエリニャとドゴロブジへ進撃するよう命じた。第46装甲軍団の移動により、スモレンスクとヤルツェヴォの間に幅50キロの「回廊」が生じ包囲網は不完全となっていた。広がり過ぎた中央軍集団の装甲部隊は大きな打撃を受け、その間に包囲網から10万人の将兵が脱出に成功した。一方で航空支援を連携を欠いた反撃作戦は各個に撃破されドイツ軍の包囲網は維持されることになる。
西部正面軍の反撃を退けた中央軍集団は包囲網を完成させ8月4日までに多くの部隊を撃破した。西部正面軍は参加兵力の半数を超える約34万人と1348両の戦車と自走砲、9290門の火砲を喪失した。一方で中央軍集団も25万の将兵を失い、戦力低下はスモレンスク戦でピークを迎えた。装甲部隊の戦車稼働率の低下は深刻であり電撃戦の効能も失われつつあった。
西部正面軍はペリーキー・ルーキ～ヤルツェボ～クリチェフ～ジュロービンの防衛線を新たに展開しモスクワへの行く手を阻んだ。8月4日中央軍集団司令部は今後の方針を決めるため作戦会議を開いた。会議にはヒトラーも参加し、グデーリアンとホトとベックはモスクワへの直進を進言した。しかしヒトラーはレニングラード奪取を第一目標とし、モスクワかウクライナのどちらかを第二目標にすると述べた。グデーリアンはこの時、ヒトラーに強い不安感を抱いたという。
8月12日ヒトラーは総統訓令34号を伝えた。その内容は「中央軍集団の戦区で最も重要な任務は、南北翼に存在する、多数の歩兵部隊を拘束している敵部隊の排除である。その際、中央・南方の両軍集団の間で、時間と攻撃軸に関する緊密な調整と協力が重要な意味を持つ。両翼に対する脅威を完全に排除し、装甲部隊の戦力が回復された時に初めて、モスクワへの攻撃続行が可能になる。このモスクワへの攻勢を開始する前に、レニングラード作戦を完了しなくてはならない」とモスクワの戦略的価値を無視したものだった。
陸軍総司令官ブラウヒッチュ、参謀総長ハルダ―、それにグデーリアンやボックなど中央軍集団の首脳もこぞって反対したがヒトラーは聞き入れなかった。「東方に向けて攻勢を継続するという陸軍からの8月18日付の上奏は、私の考えに沿うものではない。よって、私は次のように命令する。冬の到来より前に我が軍が目指すべき優先的目標は、モスクワの占領ではない。それよりも、クリミア半島とドネツ地方の工業と炭鉱地域の占領およびカフカスの油田地帯の孤立を達成しなくてはならない。北方では、レニングラードの包囲とフィンランド軍との連絡を優先目標とする」
納得のいかないグデーリアンは総統大本営を訪れヒトラーに直談判したが、ヒトラーの決定は変わらなかった。グデーリアンの第2装甲集団はキエフ方面へ南進することになる。一方スターリンは西部正面軍に赴任したエレメンコを呼び戻し、新設したブリャンスク正面軍司令官に任命、ウクライナとモスクワの守備を命じた。
エリニャに突出した第2装甲集団の先鋒もジューコフの反撃により撃破され、モスクワへの足掛かりを失ったドイツ軍は作戦計画の修正を強いられることになる。

### 北西（北方）方面
スターリン・ラインが7月に突破されるとヴォロシーロフはルーガ河の防衛に全力を注いだ。ルーガ河に橋頭保を築いた第56装甲軍団と第41装甲軍団は赤軍の波状攻撃を受けた。快速の装甲部隊の進撃に後続の歩兵部隊はついていけず、橋頭保を築いた第4装甲集団は不毛な防衛戦を強いられた。
8月になると第4装甲集団は攻勢を再開しルーガ河防衛線を突破した。しかしスタラヤ・ルッサ方面で赤軍が反撃に転じ、第56装甲軍団は転進を余儀なくされた。第41装甲軍団単独での攻勢は難しく、レニングラードへの突入は見送られた。8月21日第41装甲軍団はレニングラード市の外郭防衛線に到達したが、要塞攻略には後続の歩兵部隊の到着を待つ必要があった。こうして北方軍集団は装甲部隊の進撃と停止を繰り返し、赤軍のそのたびに防衛線を立て直した。
中央軍集団は死闘の末スモレンスクを制したがモスクワへの攻勢は見送られた。ヒトラーはウクライナの奪取とレニングラードの封鎖を優先し、第39装甲軍団が北方軍集団の応援にかけつけた。第39装甲軍団はシュリッセルブルクを落として陸路の連絡線を絶った。市内への砲爆撃が開始されヴィテブスク貨物駅やダローニン工場、食料を備蓄するバターエフ倉庫、第五水力発電所などが標的となった。とくにバターエフ倉庫の炎上と備蓄食料の喪失は市内の食料事情を大幅に悪化させた。
スターリンは相次ぐ敗戦に怒り、ヴォロシーロフを更迭しジューコフにレニングラードの立て直しを命じた。ジューコフはバルト艦隊を含めた全ての砲火力をドイツ軍に向け、一時的に進撃を食い止めた。ジューコフの指揮によりレニングラード守備軍は戦闘力を回復、900日の包囲を耐えることになる。
またヒトラーは、モスクワを攻略するタイフーン作戦に備えて第4装甲集団と第1航空艦隊を中央軍集団に転任させた。レニングラードは包囲に留めるとされ、同市を最優先目標とし占領する計画は突如破棄された。当初の作戦計画を反故にしたヒトラーの判断により、北方軍集団は都市攻略戦から封鎖戦へと移行。チフディンへの攻勢が失敗に終わるとレニングラードへの攻勢作戦は事実上停止され、レニングラード戦線は膠着状態となった。

### 南西（南部）方面
モルドバ方面では第4ルーマニア軍がキシナウを攻略、ソ連の沿岸守備部隊はオデッサに退却した。ドイツ・ルーマニア軍はオデッサを攻撃したが、守備軍は60日間持ちこたえ攻撃側に甚大な被害を与えた。7月下旬攻勢を開始したドイツ軍は8月にウーマニでソビエト2個軍を包囲し10万人を捕虜にした。さらにドニエプル東岸に橋頭保を築きキエフに迫った。
スターリンはキエフ防衛の為、2つの正面軍を統括する南西戦域軍を設置し革命時代の英雄ブジョンヌイ元帥に指揮を命じた。南西正面軍は3戦線の中で最も善戦していたが、善戦した故に突出部が形成され包囲殲滅の危機をはらんでいた。参謀総長ジューコフはキエフ放棄による突出部の解消と、エリニャのドイツ軍排除を進言したがスターリンに拒否された。ジューコフは参謀総長を解任されエリニャのドイツ軍攻撃を指揮するため予備正面軍の司令官に任命された。
スターリンはキエフの死守を南西正面軍司令部に厳命し、キルポノスもキエフの防衛は可能と請け負っている。一方ヒトラーは中央軍集団の第2装甲軍集団と第2軍に南下を命じ、南西正面軍の包囲と破壊を試みた。エレメンコ中将が指揮するブリャンスク正面軍が第2装甲軍集団に猛攻をかけ進軍を妨害したが失敗している。
参謀総長シャポシニコフは防衛計画立案時からドイツ軍の主目標はモスクワだと考え、ブリャンスク正面軍の攻撃にはモスクワ進軍の妨害を意図していた。予備正面軍を指揮してエリニャを包囲していたジューコフは、包囲殲滅の危険性を主張し南西正面軍の後退を進言したが再びスターリンに拒絶された。
スタフカは第5軍にドニエプル西岸への後退を命じ、新設した第40軍をキエフ防衛の増援として派遣した。しかし有効に機能していた第5軍の後退によりドイツ第2軍が入り込み、南西正面軍は北方から圧迫された。また第2装甲軍集団がデスナ河に到達すると第21軍は退路を断たれ、第40軍も後退を余儀なくされた。ブリャンスク正面軍と南西正面軍は分断され、南西正面軍への包囲網は狭まりつつあった。エリニャの勝利後、ジューコフは再び南西正面軍の撤退とキエフの放棄を主張したが無視されている。
北上した第1装甲軍集団が第2装甲軍集団とログヴィツァで合流し、ソ連軍の後方は遮断された。ブジョンヌイと南西戦域軍司令部は撤退の許可を求めたが、スターリンはキエフの死守に固執し、ブジョンヌイは解任された。チモシェンコが南西戦域軍の指揮を命じられ、キルポノスはキエフ死守を改めて命じられた。エレメンコは南西正面軍との間隙を埋めるため再攻勢を命じられたが、手持ちの兵力は限界を迎えていた。ドニエプル西岸で奮戦していた第5軍は東岸へと後退したが、東岸はすでにドイツ軍の手に落ち全滅に近い打撃を受けた。
すでにドイツ軍の包囲は完成していたがスターリンと参謀本部の方針は変わらず、チモシェンコは政治委員フルシチョフと協議し、ブショル河東岸への後退を決定した。キルポノスはスターリンの意向を無視したチモシェンコの判断に従うのをためらった。スターリンは9月17日にようやく撤退を許可したがすでに遅かった。凄惨な包囲殲滅戦が実施されキルポノスを含む多くの高級将校が包囲網の中で戦死し、最終的に60万人が捕虜となった。
キエフは陥落しソ連は最大の野戦部隊を喪失、クリミアの守備軍は孤立した。南方軍集団はクリミアとドンパス地方の攻略を目指し、東ウクライナの本格的な攻略に乗り出すことになる。ドイツ軍が攻勢限界を迎えるまで撤退に徹し総反抗に転じるジューコフの防衛戦略はキエフでは適用されずモスクワでその真価を発揮することになる。

### 結果
赤軍は第一次攻勢を凌ぐ大損害を受け、広範な領土を喪失しヨーロッパロシアの大半を奪われた。戦術的成功に関わらずドイツ軍のもくろみは外れ、赤軍は強固な戦闘力を維持し続けた。夏の第二次攻勢でソビエト体制を崩壊させるというドイツの戦略は完全に瓦解した。
赤軍の抵抗は予想外に頑強で、スモレンスクをめぐる攻防戦でドイツ軍は2か月間足止めされることになる。死闘の末スモレンスクを落としドニエプル＝西ドヴィナ間の第2次防衛ラインを制したが、第3次防衛ラインへの攻撃には休息と補給が必要だった。

## 第三段階（9月30日～12月5日）

### 西部（中央）方面
キエフ包囲戦の結果60万人以上のソ連兵が捕虜となり、赤軍は最大の野戦軍を喪失した。この時点でドイツ陸軍統帥部が戦前に立てたプランに従えば、軍事組織としての赤軍は壊滅しモスクワへは楽に直進できるはずだった。しかし赤軍は依然として強固な軍事機構を維持しモスクワ前面に新たな防衛線を構築していた。西部ロシアの陸軍集団を殲滅し、戦争を早期に終結させるドイツ軍の戦略は瓦解し、首都モスクワの攻略によるソビエト体制の崩壊に賭けるしかなかった。
1941年9月30日中央軍集団はモスクワへの攻勢作戦であるタイフーン作戦を開始、第4装甲軍を加えた3個装甲軍を軸に三本の攻勢軸を形成し再度の電撃戦を試みた。
一方の赤軍はルジェフ～ブリャンスクにかけて縦深陣地を建設、西部正面軍とブリャンスク正面軍に予備兵力を加えた95個師団を防衛線に展開した。しかし師団の半分が定員割れ師団であり戦車の数も中央軍集団の半分に満たなかった。資材と人員不足により縦深陣地の建設も途上で中断され、防衛線は容易に破られた。
第2装甲軍がオリョールを攻略してブリャンスク正面軍の3個軍を包囲し、第3装甲軍と第4装甲軍がヴャジマで合流して西部正面軍所属の4個軍を包囲した。包囲殲滅戦の末赤軍は50万の兵士を失い西部正面軍司令部は機能不全に陥った。
事態を重くみたスターリンはレニングラード戦線を立て直したジューコフにモスクワ防衛の指揮を委ねた。10月下旬になると燃料と弾薬が欠乏した中央軍集団は進撃を停止、11月中旬にはオルシャで戦略会議を開き第二次攻勢の開始を決定した。その間にジューコフは首都の守備体制を立て直し増援と補給を加えて十分な戦力を配置した。
11月下旬に開始された中央軍集団の再攻勢は各所で赤軍に阻止された。兵站は伸び切りドイツ軍将兵は寒さと激戦の連続で疲弊はピークに達していた。空軍の稼働率、出撃回数も赤軍が倍近く上回り、制空権はソビエト側が掌握していた。
第4装甲軍の戦時日誌には「赤い首都はその多数の幹線道路・鉄道とともに前線のすぐ後方にある。敵は『地の利』に恵まれている。ソ連空軍は格納庫や修理所、モスクワの飛行場を持っているが、ドイツ機は野戦飛行場の雪原に立ち、悪天候の影響をすべて耐えねばならぬのである」と記されている。また第9軍の戦時日誌では「敵空軍再び我が軍進撃部隊を爆撃し、銃撃しているが、ドイツ戦闘機部隊は今にいたるも地上部隊の上空援護を保障できないでいる」と記されドイツ空軍の苦しい実状が明らかになっている。
12月になるとジューコフは西部・南西・カリーニンの3個軍を指揮して反撃に転じた。疲弊したドイツ軍は容易に押し返され、エレツでは逃げ遅れた2個師団1万6000人が包囲殲滅された。首都モスクワを脅かすドイツ軍の脅威は排除されバルバロッサ作戦は完全に失敗した。

### 南西（南方）方面
中央軍集団が首都モスクワへの攻勢を開始していた頃、南方軍集団はドネツ地方とクリミア半島への攻勢作戦を開始した。クリミア半島は赤色空軍の戦略拠点であり、ヒトラーはルーマニアの油田を守るため一刻もはやい攻略を求めていた。
レニングラード戦線が膠着すると、第56装甲軍団を指揮していたマンシュタインは第11軍の司令官に任命され、クリミア半島の制圧を任せられた。クリミア半島はセヴァストポリ要塞をはじめとする要塞群が密集し、さらに半島と大陸を繋ぐのは、幅わずか7キロのペレコプ地峡と、東部に架けられた鉄道橋だけだった。マンシュタインは2個軍団（第49・第54）にペレコプ地峡の制圧を命じ、ソ連軍守備隊がセヴァストポリ要塞に逃げ込む前に決着をつける計画を立てた。第156狙撃師団が地峡の陣地帯に立てこもって頑強に抵抗し、3日間の激戦の末地峡を制圧した。
南方軍集団の本隊は第1装甲集団と第17軍にルーマニア軍を加え、ドネツの攻略を目指していた。マンシュタインはロストフ正面のノガイ草原に第40軍団とルーマニア軍を配置し、本隊の進撃を支援していた。南部正面軍がノガイ草原で反撃に転じルーマニア軍を破ると、マンシュタインは2個歩兵師団とSS自動車化歩兵旅団を草原へと派遣した。10月4日にサポロジェからドニエプル河を押し渡った第1装甲軍（10月5日、第1装甲集団より昇格）は南東へと進撃し、10月7日にはアゾフ海沿岸のオシペンコに到達した。南部正面軍の脅威は排除されたが草原に派遣した戦力は本隊に編入され、クリミア攻略の兵力は減少した。
黒海艦隊司令官オクチャブリスキー中将はスタフカの同意を得て、9月29日にオデッサの放棄とセヴァストポリへの司令部移転を開始した。ドイツ軍のクリミア侵攻によりオデッサの戦略的価値は低下し、ソビエト独立沿海軍は戦力温存のためセヴァストポリに退却した。黒海艦隊は10月1日から16日までに軍人・軍属86000人と民間人1万6000人をオデッサからセヴァストポリに退避させた。また3個狙撃師団（第25・第95・第421）と1個騎兵師団、火砲462門、戦車24両、航空機23機、弾薬1万9000トンがセヴァストポリへ輸送された。
第1装甲軍と第17軍は9月末にルーマニア軍、ハンガリー軍、スロバキア軍、イタリア軍を加えカフカスへの玄関口であるロストフへの進撃を開始した。10月4日、第3装甲軍団の第14装甲師団はアゾフ海に向けて南進し、ノガイ草原で第11軍の反撃を実施していた南西正面軍の第9軍と第18軍の背後を切断し、マンシュタインからの増援部隊と協同して包囲殲滅に成功した。第18軍司令官スミルノフ中将は戦死し、6万5000人が捕虜となり、212両の戦車と672門の火砲を喪失した。
スタフカは南部正面軍司令官リャブイシェフを更迭し、チェレヴィチェンコを新司令官に任命した。司令官を変えても戦況は変わらず、タガンログ、スターリノ、ロゾヴァヤなど主要都市が次々と陥落、10月25日にはウクライナの暫定首都となっていたハリコフが占領された。10月28日までに第1装甲軍の主力部隊がミウス河に到達したが、泥濘期（ラスプーティツァ）の到来により、進撃停止を余儀なくされた。その間に南西戦域軍司令官チモシェンコはロストフ防衛に全力を注いだ。

### 結果
最後の望みだったモスクワ攻略によるソビエト体制の打倒は完全に潰えた。当初から誤算続きだったバルバロッサ作戦は最期まで修正されず失敗に終わった。中央軍集団だけで18万7000の将兵を失い東部軍全体の損害は87万人に達した。
ドイツにはこれらの損失を埋め合わせる人力も生産力も無かった。1941年12月に軍需工場から28万2300人が召集されて陸軍に編入されたが訓練不足の新兵の増加は兵士の質を大幅に低下させた。また一度に労働力を失った軍需産業も大きな打撃を受けドイツ経済は停滞、ヒトラーは経済全体を軍需に従属させる命令を下し、軍需大臣に任命したアルベルト・シュペーアにドイツ経済の再建を委ねることになる。
前線では兵站への過度な負担から輸送用トラックが欠乏、陸軍はドイツ国内と西欧の占領地帯で数千台のトラックをかき集めたが東部への移動中にほとんどが故障し、兵站の負担が改善されることはなかった。同規模の攻勢は二度と実施されずドイツは戦争に勝利する唯一の機会と手段を失うことになる。
一方ソビエトが受けた損失ははるかに甚大だった。300万を超える兵士を喪失し、6月には570万に達した動員力が冬には230万人に低下していた。人口の45%にあたる9000万人と国内の三分の二の工場がドイツ軍占領地帯に取り残された。軍需生産能力の8割がウラルへ移動中で稼働せず、武器弾薬の欠乏は極めて深刻だった。
機械化部隊の損失も深刻で、1941年8月に赤軍は73個戦車師団を保持していたが、12月までに44個師団が全滅し、21個師団は定員割れで旅団や独立大隊に格下げされた。師団の壊滅と重装備の喪失により最大の戦術単位である軍団司令部は次々と解体されることになる。赤軍が軍団を復活させるのは1942年になってからである。

## 影響

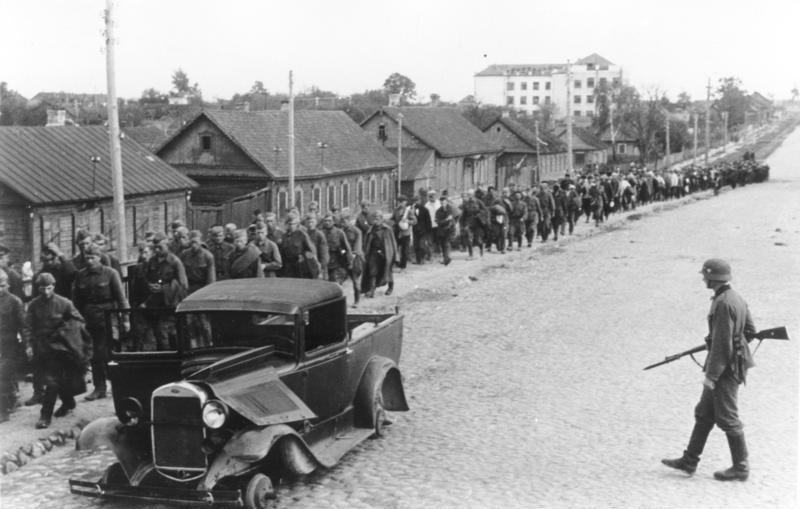
ミンスクの付近で降伏し捕虜になった赤軍

### ドイツへの影響
首都モスクワ攻略を目指したタイフーン作戦の失敗と、その後の赤軍による反撃によって、ドイツ軍は戦線崩壊の危機に陥ったが、ヒトラーの死守命令と各部隊の奮戦によって何とか持ちこたえた。これは、開戦以来、陸上では常勝を続けてきたドイツ陸軍にとっての始めての大敗北であった。これを機に、陸軍首脳部の大幅な人事刷新が行われて、陸軍司令官のブラウヒッチュ元帥は更迭され、後任にはヒトラー自身がついた。また、グデーリアン上級大将など多くの将官が、更迭され予備役編入となった。これ以降、ヒトラー自身によるより直接的な戦争指導が強まっていった。

### ソ連への影響
赤軍の開戦初期の大敗の原因は単純だった。彼らはドイツのこの時期における攻撃を予期せず、縦深防御のための戦力配備を行わなかった。この時期にはドイツが考案した電撃戦に対しての有効な防御法はまだ編み出されていなかった。電撃戦に対しては逆効果と思われる用兵のため、結果として赤軍は膨大な人員と資源を損耗した。
この敗北はソ連の宣伝姿勢の変化を惹き起こした。戦前赤軍は非常に強力であるとされていたが、1941年の秋には、赤軍は弱く開戦準備をする十分な時間がなかった、ドイツの攻撃は驚くべきものだったという印象を与えた。このことはソ連崩壊後のロシアにおける歴史教育では、スターリンによる1930年代の粛清で多くの熟練した士官を失ったことを付け加えて教えられている。同時に戦争が終わって何十年も経った現在でも、1939年から41年の赤軍による記録の多くに秘密が存在することと関係がある。
だが、緒戦において旧式の武装が壊滅状態になったことと大量生産能力により、最新鋭の兵器に切り替えることが出来るようになったともいえる。生産力が低く損失の補充すらままならない枢軸軍は、見かけの部隊数を増やすために連隊あたりの戦車を減らしたり、後方の部隊には旧式の戦車を配備し続けねばならず、鹵獲したソ連製兵器を後方部隊どころか前線部隊に配備して損耗の埋め合わせを行うことも多かった。
とはいえ、人口や生産設備、農地などの大半を失った後でもソ連がドイツを撃破した事実は、国家としてのソ連が決して弱くなかったことを証明した。これまでナチス・ドイツが戦った軍と比べて、赤軍は粘り強さにおいてはまったく違う軍隊であった。戦争が進むにつれほぼ全滅するまで抵抗をやめない赤軍のために電撃戦の効力は徐々に失われていった。

## 奇襲成功の要因

### 対独諜報の錯綜
スターリンは1941年2月にNKVDの国家保安本部を国家保安人民委員部（NKGB）として独立させ対ドイツ諜報を強化した。
スターリンが奇襲を看過した要因としては諸説あるが、独ソ不可侵条約締結のわずか2年後にドイツが攻撃してこないだろうとスターリンが確信していたという説がある。スターリンはヒトラーが対英戦を終了させた後にしか自国を攻撃することはないと信じ、情報機関からの再三の警告にもかかわらず、その情報はドイツとソ連の間に諍いの種をまくイギリスやアメリカの謀略であると考えていたとされる説である。
その根拠とされるのがGRU偵察本部長ゴリコフの提出した「ソ連に対するドイツ軍の戦争準備の変化と見解」である。この報告でゴリコフは、ドイツ軍侵攻の情報は西側連合国の諜報機関による情報操作だと結論づけている。歴史家ディビット・マーフィーは、ゴリコフがスターリンの歓心をかうために提出したと断言している。しかしゴリコフの報告はスターリン直属のNKVGの報告と食い違う部分が多く、スターリンがゴリコフの報告を鵜呑みにしたとする一次資料も存在しない。
情報部長ノヴォブラネツは詳細な対独情報を赤軍幹部に送付したが、NKVDに逮捕されている。NKVD長官ラヴレンチー・ベリヤは6月21日に自身の日記に「誤った情報を流す有害な諜報員どもは、ドイツとの仲違いを企む、国際的挑発者の共犯者として、強制収容所に入れて、無害化しなければならない」と記している。

### 国境線の不整備
ポーランド分割によりソ連の領土は西方に拡張され、国境線が大幅に移動した。独ソ開戦時国境線の要塞化は完了しておらず、またジューコフら参謀本部が危険性を指摘したヴャリストク突出部も解消されなかった。赤軍参謀本部は旧国境での防衛を主張したが、スターリンは領土の放棄になると反発、結局国境守備には旧装備の諸部隊が配備され、決戦用の諸兵力は後方の旧国境ラインに配備された。
結果、国境を守備していた部隊はドイツ軍との戦力比で大幅に劣り、初手の奇襲で一方的に撃破されることになる。後方に兵力を厚くした赤軍の防衛戦略は結果的に勝利をもたらしたが、代償に国境部隊の大半を喪失する大きな打撃を受けた。

### 防衛戦の軽視
縦深攻撃による敵軍の殲滅を軍事教義とする赤軍は、防衛戦を軽視していた。参謀総長ジューコフは、序盤の敗戦の原因を次のように語っている。「ソ連の軍事理論は攻撃だけが敵を撃破する唯一の手段だと決めつけていた。攻撃の補助的手段としてしか防御を考えなかった。防御を戦略的に位置づけず作戦に活かさなかったので41～42年に守りの戦いができなかった。」

### 輸送体制の不整備
国境部隊の撤退が敗走と化したのは、輸送体制の不整備が要因だと、ほぼ全ての前線士官が指摘している。必要量の8割を満たす輸送能力を持つ部隊は皆無であり、予備部品の補充も不可能だった。奇襲を受けた各部隊は徒歩での撤退を余儀なくされ、長い隊列はドイツ空軍や機甲部隊の恰好の標的となった。輸送トラックが不足し、運搬の主力は馬だった。そして最も致命的な兵站問題は無線だった。無線の不足により赤軍は部隊間の連絡を有線に頼り、ドイツ軍の破壊工作で連絡を絶たれ、機能不全に陥った。

## 作戦失敗の原因

### 赤軍の過小評価
ソ連の戦争遂行能力がドイツ側の予想外に高かった。ヒトラーはソ連を土台の腐った納屋にたとえ「入り口を一蹴りするだけで倒壊する」と豪語したが、赤軍はそれまでドイツ軍に敵対した軍隊とは異なり、戦線が内陸部に進むにつれて激しい抵抗を示した。赤軍将兵の頑強な抵抗と戦技の巧妙さは多数のドイツ軍将官が証言している。
第3装甲軍集団の6月22日の戦時日誌に、赤軍は勇敢かつ頑強に抵抗しあらゆる地点の戦いで全滅するまで戦いをやめず、一人の逃亡者も投降者も出ていないと記されている。ハインリーチ歩兵大将は6月24日の家族への手紙に「ロシア兵はフランス兵よりもはるかに優秀だ。極度にタフで巧緻と奸計に富んでいる。」と赤軍の戦闘力を高く評価した。
参謀総長ハルダ―も6月25日の日記で将校の損耗率の高さを嘆き、グデーリアン上級大将は6月27日の手紙に「敵は勇敢に激しく抵抗している。戦況は厳しい。誰もがただそれに耐えるだけだ。」と述べている。8月にはハルダ―が赤軍の過少評価を認め次のように日記で述べた。「我々は明らかにロシアの軍事力を過小評価していた。開戦前我々は敵兵力を200個師団と見積もっていたが、すでに360個師団を確認している。」
最初の一撃で赤軍全体が崩壊するだろうというヒトラーとドイツ軍最高司令部の見通しは余りに楽観的に過ぎた。

### 機甲部隊の不足
ドイツ軍の攻撃の成否は機甲部隊にかかっていた。ヒトラーはフランス戦の翌年に、機甲師団を倍増したが、各師団の戦車数は半減し、師団毎の打撃力は弱体化した。師団数の増加は広大な東部戦線での大規模な機動戦を可能にし、開戦当初打撃力の低減は大きく響かなかった。しかしドイツ軍が戦略目標に接近し、戦線が狭くなるにつれ、機動戦の強みは失われ、赤軍の縦深防御体系は厚みを増し、打撃力の低減は致命的となった。
第一装甲軍を指揮したクライスト元帥は、当時南方軍集団が運用出来た戦車数は600両に過ぎず、2400両の戦車を有していた赤軍南西正面軍相手に、技術と訓練だけを頼りに戦い、その二つがロシア軍が学習するまでの唯一の財産だったと述べている。
また突破した敵を閉じ込める自然の障壁が存在しない東部戦線では、後退が容易であり、奥行きの深さは赤軍に有利に働いた。ドイツ軍が求めた決戦に応じず、赤軍は巧みに包囲から逃れ、奥地の戦いに引きずりこんだ。
クライストは、「我らの失敗の主な要因は、その年に限って冬が早く来た事である。それに加えてロシア軍が我らの求めていた決戦に巻き込まれることなく、たえず後退していった、その巧みなやりかただ。」と語っている。

### 航空支援の不足
ドイツ空軍は開戦時の奇襲で大戦果を上げ、赤色空軍を壊滅させた。独ソの航空戦力比は逆転し、ドイツ軍の機甲部隊は十分な航空支援を得られたが、戦線が深くなるにつれ援護空域が拡大し、その優位は帳消しとなった。東部戦線の空はあまりに広大で、全ての地上軍を支援することは不可能だった。
クライストは「我々の機甲部隊はその前進の途中の段階で、何度も空からの援護を受けられなくて難渋した。戦闘機の基地がついてこれなかったのである。おまけに緒戦の数か月間に、我々が持っていた空の優位は、実は全般的なものではなく局部的なものだった。それすらも搭乗員の技量によったのであり、飛行機の数によったのではない。」と語っている。
モスクワ戦に突入した第4装甲軍の戦時日誌には「赤い首都はその多数の幹線道路・鉄道とともに前線のすぐ後方にある。敵は『地の利』に恵まれている。ソ連空軍は格納庫や修理所、モスクワの飛行場を持っているが、ドイツ機は野戦飛行場の雪原に立ち、悪天候の影響をすべて耐えねばならぬのである」と記されている。
奥地へ侵入するにつれ、航空支援の回数は低下していき、機甲部隊による電撃戦の効果も薄れていった。それがピークに達したモスクワで、ドイツ軍はついに戦略的攻勢を阻止されることになる。

### 補給計画の不備と戦略目標の不統一
兵站計画を担当したドイツ軍兵站総監部は戦場をドニエプル河以東の奥行き600㎞程度の領域だと想定していたが、ドイツ軍はソ連軍の東方脱出を許してしまい戦場は総監部の想定以上に拡大した。
ヨーロッパ・ロシアはレニングラード、モスクワ、南方の資源地帯と戦略的目標が分散していたが、ドイツ軍はどれかに重点を置くことなくそれぞれに対して兵を三分し、兵力の分散をもたらした。全ての主要目標の攻略が失敗に終わると共に、補給の困難さを招いた。
また、ロシアの鉄道軌道幅は、ドイツのそれとは異なった為、ドイツの車両をそのまま使うことはできず、積荷の載せ替えが必要であった。

### バルカン作戦による作戦の延期
ヒトラーが親独政権が倒れたユーゴスラビアのクーデターに介入し、更に膠着していたギリシャ・イタリア戦争にも介入した事で、作戦開始日が当初の5月15日の予定から一ヶ月以上延期されたことも、同年は冬の到来が例年になく早かったことと合わせて大きな影響があったとされる。イギリス政府はギリシャに軍を派遣したことで、ドイツ軍のロシア作戦を6週間遅らせたと自ら喧伝した。
南方軍集団を指揮したルントシュテット元帥は、バルカン作戦に機甲部隊を投入した影響で、開戦日が遅れたと主張している。機甲部隊を統率していたクライスト元帥は、「なるほど、バルカン作戦において実際に使用された兵力は、味方の全兵力からすれば多くはないが、ただそこで投入された戦車の割合は多かった。いよいよ対ソ戦がはじまった時に、南部ポーランドの戦線で私の麾下に入ってきた戦車部隊は、バルカン作戦からの帰還部隊で、その機械はオーバーホールを必要とし、乗員は休息を必要としていた。軍の中の相当部分は、実にペロポネソス半島まで南下していたものを、はるばる呼び戻さなければならなかったのである。」と語っている。
一方で、対ソ戦の主役は中央軍集団であり、南方軍集団の役割は補助的なものでしかなく、彼らの遅れが戦局に与えた影響は少ないと主張する将軍達もいた。ただ作戦期日が延期しなかった場合ちょうど泥濘期（ラスプーティツァ）に直面するのでどちらにせよドイツ軍の進撃は難航した可能性が高い。

### スモレンスクでの足止め
バルバロッサ作戦では、第1段階で西ドヴィナ河～ドニエプル河以西のソ連陸軍集団を殲滅し、第2段階でモスクワやレニングラードなどの目標地点の制圧に移る予定だった。しかし赤軍参謀本部は、西ドヴィナ河～ドニエプル河のラインに決戦用の第二梯団を配置していた。予定されていた休息と兵站の整備を延期し、ドイツ中央軍集団は休む間もなく、スモレンスクをめぐる激戦に突入することになる。一か月の激戦の末、中央軍集団はスモレンスクを落としたが、25万もの将兵を失い損害率はピークに達した。その後二か月以上、中央軍集団は攻勢を再開出来ず、ソ連に戦力再編の時間を与えることになる。
独ソ戦研究家のストーエルは「ソ連軍を罠にはめて打ち破り、工場や軍事セクターを制圧するには装甲部隊が必須だった。スモレンスク戦で装甲部隊が許容値以上の損害を受けた時点でドイツは勝機を失っていた。ドイツ軍の敗因は冬将軍でも一会戦での敗北でもない。単純にソ連をうちやぶる能力を失ったからである」と述べ、スモレンスク戦の意義を高く評価した。
またジューコフも自身の回顧録で「ソ連側は、ペリーキー・ルーキ～ヤルツェボ～クリチェフ～ジュロービンの防衛線を固めることができた。スモレンスク戦では、赤軍将兵、市都および近郊の住民は、強硬な抵抗ぶりを遺憾なく発揮した。激しい戦闘が、一つ一つの防衛トーチカあるいは街路、住宅区域をめぐって展開された。敵の目ざした重要地点への攻撃ははね返され、大きな戦略的成功を収めた。このために我々は、モスクワ防衛のための戦略的予備資材の蓄積、直接の防衛手段の実施のために十分な時間をとることができた。」と述べている。

## モスクワの価値
ヒトラーは首都モスクワを目前にして総統訓令第34号を発令、機甲部隊に南下を命じた。
・総統訓令第34号
ヒトラーの判断はドイツ軍でも評価が分かれている。陸軍総司令部〔ＯＫＨ〕の参謀総長ハルダーは次のように述べている。「この計画が意味するものは、我々の作戦を、戦略的レベルから戦術的レベルに引きさげることだ。この小集団を攻撃することが、我々のただ一つの目的とするならば、この戦いは、小さな成功の連続のようなものとなり、全戦線における前進は、“一寸きざみ”の遅いものになるであろう。こうした方策をとることで、すべての戦術的危険をのぞき、各軍集団のあいだにある間隙部を閉塞することはできるであろうが、しかしその結果は、我々が攻勢の深度というものを犠牲にして、全戦力を広い正面に拡げてしまうことになる。そして、最後には陣地戦になってしまうであろう。」
第2装甲軍司令官ハインツ・グデーリアンもヒトラーの判断を批判している。「我々の側のこうした動きは、むざむざソ連側に、新しい部隊を編成し、その無尽蔵に近い人的資源を活用させる時間をあたえただけだ。」
しかしこうした批判的意見はフランス戦でのパリからの即座な降伏という前例から来ており、モスクワが陥落したからといってソビエトが降伏するとは限らなかった。事実、ソビエトはウラル以東で徹底抗戦を宣言している。
第3装甲軍司令官ヘルマン・ホトはグデーリアンとは別の見解を示している。仮にモスクワを落としたとしても、工場などの多くはウラル山脈以東に疎開されており後方の予備軍と工業地帯が健在な限りロシア軍は再生する。モスクワ、サンクトペテルブルク、ドネツの工業地帯を同時に叩く必要があるが、戦力が足りず、また東にはシベリアのクズネツク工業地帯もある。軍隊とそれを支える工場群が健在な限りは、恐らくモスクワの陥落がソビエトの敗北を意味するわけではないであろうと自身の回顧録で述べた。しかしながら、モスクワはソ連の戦略上の理由から全ての鉄道線の集中点となっており、道路網が不完全で鉄道に頼るソ連においてドイツ軍が保持し続けていたならば、その政略・戦略上の価値は計り知れないものであり、政治的目標としての価値は高いとも述べている。
そしてヒトラーが南下を命じたのは経済的な面からだった。ドイツ軍は対ソ戦以前から石油をはじめとする資源不足に喘いでいて、対ソ戦も精々4ヵ月ほどしか継続できないと見積もっていた。そのため何としても南の資源を獲得しなければならなかった。

## ソ連先制攻撃論
1990年代以降「スターリンがドイツを出し抜き先制攻撃を行おうとしていた」とする説が、ロシアの作家スヴォーロフの歴史小説『砕氷船』『Ｍデー』において提起され、論争となっている。
だが実際には、旧ポーランド国境を重視する防衛戦略を唱えるジューコフらが重用されていたこと、独ソ国境付近には精鋭部隊や最新のT-34、重砲類も配備されておらずトラクターやトラックも少なく、逆にこうした装備は旧ポーランド国境付近に重点的に配備されていたこと、ドイツへの「挑発」を恐れたスターリンの命令などを考えれば、この説には無理がある。
また、確かにジューコフとチモシェンコが先制攻撃案を作成して、1941年5月15日にスターリンに提案して却下されたのは事実のようであるが、これもドイツ軍の国境地帯への移動を確認し、ソビエト侵攻が必至と判断したからであって、ドイツの右派が唱えるような、「ソ連が先制攻撃しようとしたからドイツは自己防衛のため先手を打った」という性質のものとはならない（そもそも、ドイツ側は開戦に際してそのようなコメントもしていない）。
しかしながら、当時は赤軍とスターリンの関係が悪化していて、政府の思惑外で軍が動く可能性も少なくとも政府内の考えでは存在した。こうした情勢は侵攻初期の「これはヒットラーの命令ではなく将軍の独断である。ベルリンに回線を繋げ」とのジューコフを震撼させたスターリンの発言にも見て取れる。

## 歴史的意義
バルバロッサ作戦は人類史上最大の軍事作戦であった。東部戦線は第二次世界大戦最大の犠牲者を出し、戦場となったソビエトでは1700の都市と7万の村が完全に破壊された。バルバロッサ作戦の失敗により、欧州で覇権的地位を占めていたドイツは没落、欧州は東西に分断されることになる。
ドイツと関係の深かった東欧諸国はソ連の手に落ち、ソビエトはドイツに代わって東欧・南欧での覇権国家へと変貌する。また最大の犠牲者を出してナチスの軍事機構を粉砕したソビエトは、戦後の国際秩序で主導権を掌握、アメリカと世界を二分する超大国へ成長をとげた。